# 不動心

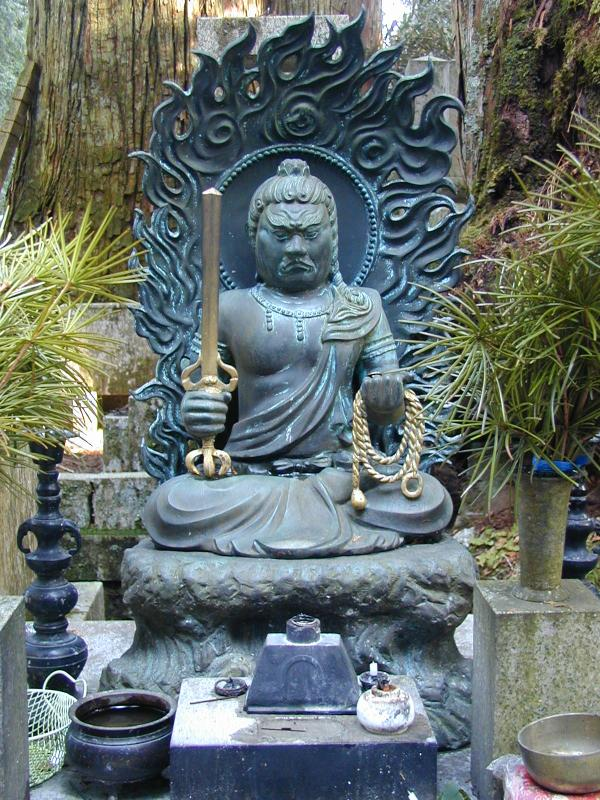

不動心（ふどうしん）とは、放下や落ち着き（逐語的かつ比喩的に言うと、"何事にも動じない精神","何事にも動じない心", "不変な心"）を現した形態の一つである。日本の武道や芸道では、より進化を求める修行において、哲学的かつ精神的な側面で効果のある概念ともなっている。
真言宗では、不動明王を軍神として描いている。そして、不動明王は格闘技の守護神でもあり、右手に剣を持ち迷信や無知を断ち切る一方、左手に縄を持ち"諸悪の根源"や暴力的かつ制御不能な感情を縛るものとされている。恐ろしい風貌をしているが、奴隷階級と関連のある髪型によって、慈悲心と奉仕の心に属するものとして象徴づけられている。
不動心は、日本人に多大な影響を及ぼしている概念であり、多くの著書が書かれている。中でもプロ野球選手として活躍した松井秀喜が、2007年に新潮新書から出した『不動心』（ISBN 978-4106102011）は、同年中に33万部の売り上げを記録したベストセラーとなった。